# Chełm (Gdańsk)
Chełm (hist. Nowa Górka, Novogortcze, Wysoka Górka, niem. Stolzenberg) – dzielnica Gdańska znajdująca się historycznie na miejscu Starej Wsi, do 2010 wchodząca w skład dzielnicy Chełm i Gdańsk Południe.
Wieś biskupstwa włocławskiego w województwie pomorskim w II połowie XVI wieku.

## Położenie administracyjne
Chełm bezpośrednio sąsiaduje z dzielnicami: Wzgórze Mickiewicza, Siedlce, Orunia-Św. Wojciech-Lipce, Ujeścisko-Łostowice i Orunia Górna-Gdańsk Południe.
Chełm nieformalnie dzieli się na Stary Chełm – osiedle robotnicze wybudowane w latach 30. i 40. XX wieku – i na Nowy Chełm, czyli pozostałe rejony dzielnicy będące przykładem wielkiego zespołu mieszkaniowego.
Do 30 sierpnia 2018 w skład dzielnicy administracyjnej Chełm wchodziły także osiedla: Orunia Górna, Maćkowy, Borkowo (Cztery Pory Roku), Kolorowe, Moje Marzenie. Zgodnie z uchwałą LVI/1670/18 z dn. 30 sierpnia 2018. Rada miasta Gdańska dokonała podziału dzielnicy Chełm na Chełm i Orunię Górną-Gdańsk Południe. Nowy podział administracyjny wszedł w życie wraz z rozpoczęciem nowej kadencji samorządu.

### Sąsiednie podjednostki (tylko dla osiedla Chełmu)
- od północy: Dolina, Biskupia Górka
- od wschodu: Zaroślak, Stare Szkoty
- od zachodu: Ujeścisko
- od południa: Oruńskie Przedmieście

### Sąsiednie podjednostki (dla dzielnicy Chełm)
- od północy: Wzgórze Mickiewicza, Siedlce, Biskupia Górka, Dolina
- od wschodu: Zaroślak, Stare Szkoty, Oruńskie Przedmieście
- od zachodu: Zabornia, Ujeścisko, Łostowice
- od południa: Oruńskie Przedmieście, Orunia Górna

## Położenie geograficzne
Chełm jest położony na Górnym Tarasie. W całości znajduje się na wzgórzach (wysokość od 50 do 60 m n.p.m.). Jego długość południkowa w najszerszym miejscu to 1,5 km. Szerokość równoleżnikowa w najszerszym miejscu to 2,5 km.
Na północnym zachodzie znajduje się Wzgórze Mickiewicza. Na północy teren obniża się w ku Siedlcom. Na północnym wschodzie zaś teren łączy się z Biskupią Górką. Od wschodu na Starych Szkotach znajduje się obniżenie ku Kanałowi Raduni. Od południa znajduje się znaczne obniżenie terenu tworzące jar Oruńskiego Przedmieścia. Od zachodu teren zachowuje mniej więcej swoją wysokość.
Znajdują się tu, przy ulicy Cmentarnej, dwa cmentarze: komunalny (należący niegdyś do kościoła ewangelickiego pw. Zbawiciela (Salwatora)) przy Zaroślaku oraz żydowski, odrestaurowany w 2008.
Przy ul. Kolonia Studentów w okolicach kortów tenisowych rosną topola biała o obwodzie 452 cm ustanowiona pomnikiem przyrody w 2016 roku oraz buk zwyczajny o obwodzie 291 cm.

## Historia
Do 1516 obszar ten zwany był Nową Górką (nazwa pojawiła się już w 1356) i stanowił (podobnie jak sąsiednia Biskupia Górka) posiadłość biskupów kujawskich. Mieściły się tu wieś i dwór biskupi, niszczone wielokrotnie podczas kolejnych wojen. W 1456 osada pojawiła się w źródłach niemieckich jako Stolzenberg. W ramach odbudowy po wojnie trzynastoletniej 29 III 1471 r. biskup włocławski Jakub z Sienna nadał wsi przywilej regulacyjny prawa chełmińskiego, zastępujący starszy (zaginiony, być może pochodzący z czasów przedkrzyżackich). Mieszkali tu garncarze, młynarze, browarnicy, gorzelnicy i inni rzemieślnicy.

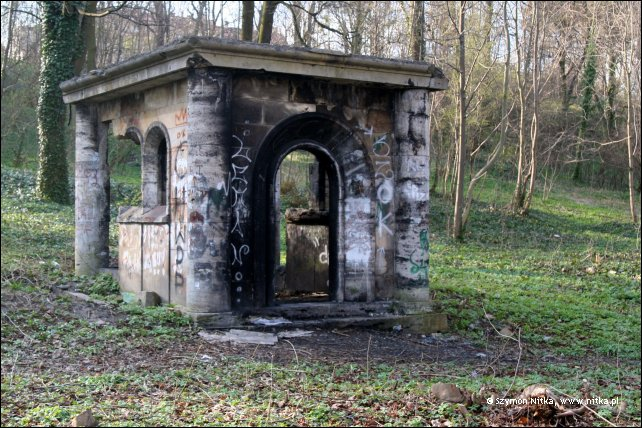
Ohel na kirkucie, na tzw. Żydowskiej Górce

Pierwsza pisemna wzmianka o cmentarzu żydowskim pochodzi z 1694, choć mógł on powstać już w XVI wieku. Używany był do pierwszej poł. XVIII wieku, kiedy na pewien czas zaprzestano pochówków (wznowiono je w drugiej połowie tego samego wieku). Teren cmentarza stopniowo powiększano w XVIII oraz XIX wieku i ostatecznie uzyskał powierzchnię ponad dwóch hektarów. Cmentarz funkcjonował do lat 30. XX wieku i przetrwał II wojnę światową, po której uległ jednak niemal całkowitej dewastacji i rozkradzeniu.
Za czasów Fryderyka Wielkiego, po I rozbiorze Polski, powstało na tym terenie konkurencyjne gospodarczo dla Gdańska miasto - Kgl. Immediatstadt Stolzenberg - z własnym burmistrzem, radą miejską, urzędem pocztowym, oraz z niższymi niż w Gdańsku akcyzą i cłem. Jego ratusz mieścił się u zbiegu dzisiejszych ulic Reformackiej (której nazwa pochodzi od niezachowanego klasztoru Ojców Reformatów z kościołem św. Antoniego Padewskiego z 1666) i Stoczniowców (dawna nazwa ulicy: Biskupia Dolina). Główny ciąg komunikacyjny stanowiła, podobnie jak w Gdańsku, ulica Długa (dzisiejsza Lubuska). Ogółem powstało 14 ulic, w tym Świętojańska, Młyńska, Garncarska i inne.
W czasie oblężeń Gdańska w 1807 i 1813 miasto to zostało całkowicie zniszczone, a w 1814 jego teren włączono do Gdańska. Przez długi czas utrzymywały się ruiny wypalonych domów i kościołów, a dawny rynek i ulice porosły roślinnością.
Na Chełmie istniał także katolicki cmentarz na terenie obecnego kościoła pw. Podwyższenia Krzyża Św. (u zbiegu ulic: Stoczniowców, Lubuskiej, Biskupa A. Wronki i L. Hirszfelda), gdzie pochowana została m.in. Stanisława Przybyszewska. W obszarze tego cmentarza znajdował się jeden z cmentarzy cholerycznych, w czasie epidemii w 1831.
Począwszy od 1934 zaczęto stawiać tu bloki oraz domki dwurodzinne. Od 1940 w ramach programu budownictwa mieszkaniowego dla dużych zakładów przemysłowych, przy ul. Odrzańskiej, Worcella, Łużyckiej, Buczka, Lotników Polskich, Grabowskiego i Bitwy pod Lenino, powstały budynki dla pracowników stoczni Schichaua, jednej z najważniejszych stoczni budujących okręty w Niemczech.
W 1945 nie przywrócono dawnej polskiej nazwy, ale przetłumaczono niemiecką część nazwy -berg na Chełm (chełm – staropolskie „góra”).

## Komunikacja
Osiedle jest od północy ograniczone Trasą W-Z. Na wschodniej granicy z Orunią istnieją także zjazd na drogę krajową nr 91, a także połączenie ul. Zamiejską z drogą wojewódzką nr 221 przebiegającą przez Oruńskie Przedmieście.
Obecnie rozbudowa dróg w Gdańsku Południe jest priorytetem miasta. Szczególnie dotyczy to Chełmu. Planuje się dalszą rozbudowę ul. Sikorskiego, aż na Orunię i połączenie Chełmu z nowym węzłem komunikacyjnym Czerwony Most mającym powstać na stacji Gdańsk Południowy.

### Komunikacja miejska
W 2007 została wybudowana linia tramwajowa z centrum na Chełm. Jest ona najbardziej stromą trasą tramwajową w Polsce. Na Chełm dojeżdżają również autobusy miejskie.

## Wykaz ulic dzielnicy
Chełm
- Armii Krajowej (Trasa W-Z)
- Gen. Władysława Sikorskiego
- Wincentego Witosa
- Łostowicka
- Tytusa Chałubińskiego
- Marcina Dragana
- Stanisława Worcella
- Zamiejska (29-50)
- Cienista (12-32, 21-39)
- Władysława Cieszyńskiego
- Józefa Więckowskiego
- Bernarda Milskiego
- Romualda Cebertowicza
- Ludwika Hirszfelda
- Biskupa Andrzeja Wronki
- Władysława Biegańskiego
- Lubuska
- Odrzańska
- Stoczniowców
- Pohulanka
- Zielonogórska
- Kolonia Postęp
- Kolonia Przyszłość
- Kolonia Anielinki
- Kolonia Studentów
- Dokerów
- Reformacka
- Łużycka
- Cmentarna
- Bitwy pod Lenino
- Edmunda Biernackiego
- Lotników Polskich
- Tadeusza Browicza
- Witolda Grabowskiego
- Lubomira Szopińskiego
- Antoniego Suchanka
- Henryka Jabłońskiego
- Stanisława Hebanowskiego
- Stanisława Szpora
- Kazimierza Kopeckiego
- Jana Styp-Rekowskiego
- Ptasia (39-51)
- Damazego Tilgnera
- Wilanowska

Ujeścisko Wschodnie
- Vaclava Havla
- Rogalińska
- Nieborowska
- Wawelska
- Łańcucka
- Romana Lipowicza
- Królowej Bony
- Marii Ludwiki
- Dąbrówki
- Anny Jagiellonki
- Królowej Jadwigi
- Antoniego Madalińskiego

## Obiekty

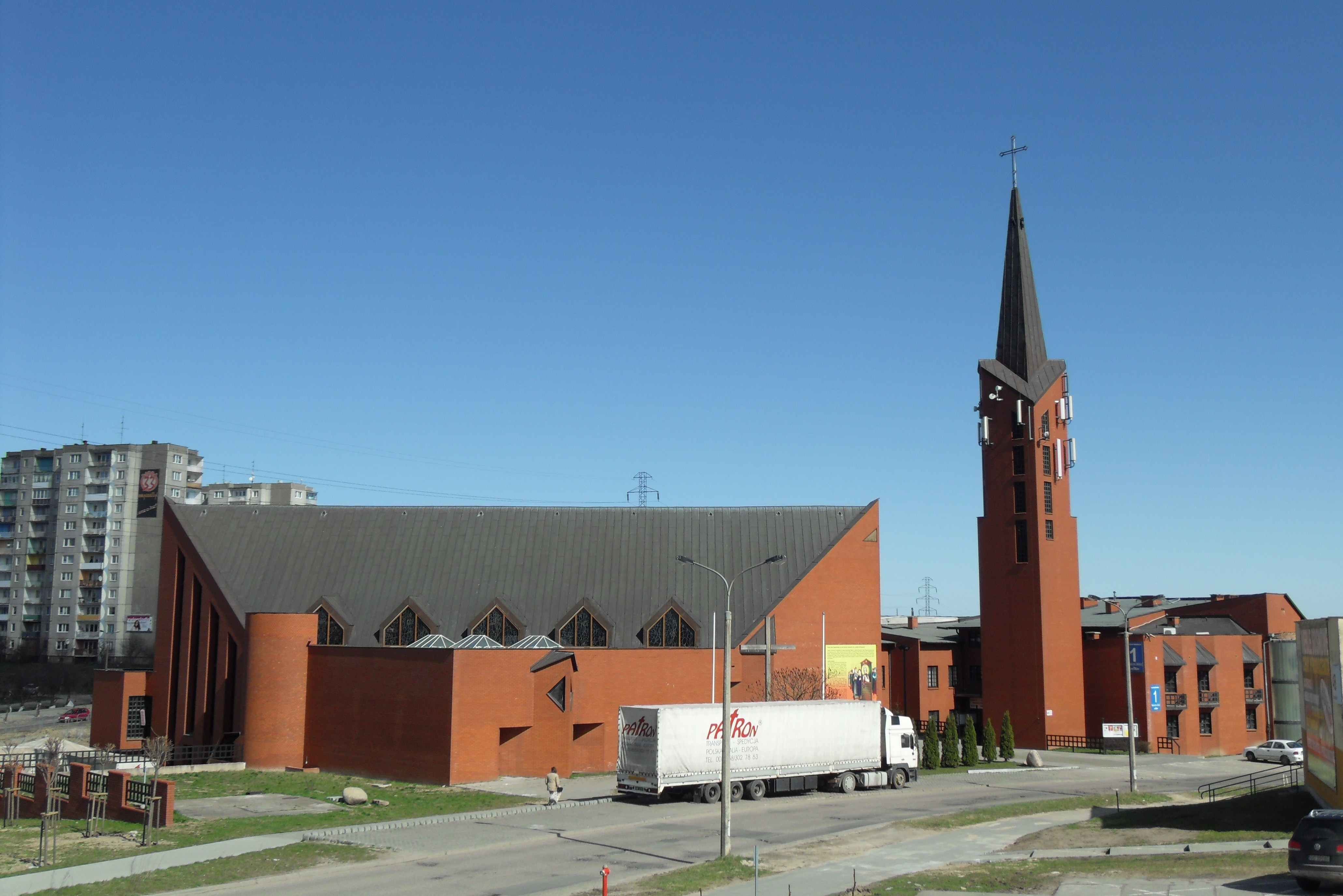
Kościół pw. św. Urszuli Ledóchowskiej

- Zespół Obsługi Mieszkańców Nr 2 Urzędu Miejskiego w Gdańsku, ul. Milskiego 1
- Zespół Obsługi Mieszkańców Nr 4 Urzędu Miejskiego w Gdańsku, ul. Wilanowska 2
- Szkoła Podstawowa nr 8, im. Przyjaciół Ziemi w Gdańsku, ul. Dragana 2
- Szkoła Podstawowa nr 47, im. Wojsk Ochrony Pogranicza, Reformacka 18
- Zespół Szkół Ogólnokształcących Nr 7 w Gdańsku, ul. Chałubińskiego 13
  - Szkoła Podstawowa nr 3 im. Jana Pawła II i VII Liceum Ogólnokształcące, im. Józefa Wybickiego
- Kościół pw. Św. Urszuli Ledóchowskiej, ul. Cieszyńskiego 1
- Kościół pw. Podwyższenia Krzyża Świętego, ul. Biskupa Andrzeja Wronki 1
- Zabytkowy stary cmentarz żydowski[14]
- Teren byłego podobozu Stolzenberg obozu macierzystego Stalag XX B w Malborku
- Pętla tramwajowa Chełm-Witosa
- Centrum Handlowe Pasaż Chełmski
- Basen przy ul. Chałubińskiego (w październiku 2018 skorzystało z niego 12370 osób[15]).

## Rada Dzielnicy

### Kadencja 2024–2029[16][17][18][19]
- Przewodnicząca Zarządu Dzielnicy
  - Agnieszka Rezmer
- Przewodniczący Rady Dzielnicy 
  - Marian Menczykowski

### Kadencja 2019–2024[20]
- Przewodnicząca Zarządu Dzielnicy 
  - Agnieszka Rezmer
- Przewodnicząca Rady Dzielnicy 
  - Julita Kuklińska

### Kadencja 2015–2019[21]
- Przewodniczący Zarządu Dzielnicy 
  - Marian Menczykowski
- Przewodniczący Rady Dzielnicy 
  - Piotr Wnorowski

### Kadencja 2011–2015[22][23]
- Przewodniczący Zarządu Dzielnicy 
  - Marian Menczykowski
- Przewodniczący Rady Dzielnicy 
  - Tomasz Sławnikowski